# L'Accroc
 (août 2022).
Si vous disposez d'ouvrages ou d'articles de référence ou si vous connaissez des sites web de qualité traitant du thème abordé ici, merci de compléter l'article en donnant les références utiles à sa vérifiabilité et en les liant à la section « Notes et références ».
L'Accroc (Snagged) est un roman policier américain de Carol Higgins Clark, publié en 1993. Il s'agit du deuxième titre où apparaît le personnage de Regan Reilly, enquêtrice. 
Le roman est traduit et publié en français en février 1995.

## Résumé
À Miami Beach a lieu le même week-end, un congrès de professionnels des pompes funèbres, le mariage de la meilleure amie de Regan Reilly et un congrès de la bonnèterie.
Richie Blossom voit là l'occasion de vendre la dernière de ses inventions au plus offrant ce qui lui permettrait de racheter l'immeuble des Vieux Jours où il habite avec une vingtaine d'autres personnes qui sont devenues très amis.
En effet le délai d'attente d'un an arrive à échéance et si Richie et ses amis ne peuvent pas réunir la somme demandée par la propriétaire, ils seront tous expulsés. Et où aller ?
Tout laisse à penser que Richie va réussir car il a inventé le collant qui ne file pas et qui épouse le corps à la perfection, sans laisser de plis. Si le collant réussit tous les tests, il va faire la fortune de son inventeur mais aussi la ruine de tous les fabricants de collants et de bas.
On tente par deux fois de supprimer Richie et Regan qui lui sert de garde du corps. Qui peut vouloir sa mort et pourquoi ?

## Personnages
- Regan Reilly : jeune femme d'une trentaine d'années, célibataire au grand désespoir de ses parents. Elle exerce le métier de détective privé.

- Luke et Nora Reilly : ce sont les parents Regan. Nora est écrivain et son père Luke possède trois funérariums. Regan est leur fille unique.

- Maura Durkin : c'est la meilleure amie de Regan. Elle va se marier et Regan est une des demoiselles d'honneur.

- Richie Blossom : c'est l'oncle de Maura, Regan le connaît bien, jusqu'à maintenant aucune de ses inventions n'a jamais été commercialisées.

- Nadine Berry : Regan et elle ont voyagé dans le même avion qui les amenait à Miami Beach. elle va être très utile pour l'enquête.

- Ruth Craddock : Elle est l'héritière d'Arum, une maison de bonnèterie familiale au bord de la faillite.